# Scogli Cluda
Gli scogli Cluda (in croato Kluda) sono tre piccoli isolotti delle isole dalmatine centrali (Srednjodalmatinski), in Croazia, a nord-nord-est di Zirona Grande. Amministrativamente appartengono al comune di Bossoglina (Marina) nella regione spalatino-dalmata.

## Geografia
Gli scogli Cluda sono situati tra Zirona Grande e Bua (circa 2 km a nord-est di Zirona Grande) e chiudono a sud, assieme ad altri isolotti, l'ingresso alla baia di Traù (Trogirski zaljev). Si trovano inoltre a sud della penisola che chiude a meridione il vallone di Bossiglina o Bossoglina (zaljev Marina) e che termina con punta Gelinach (rt Jelinak):
- Pettini della Zirona[9], Cluda occidentale[2] o Cluda grande[4] (Kluda), è il maggiore dei tre. Ha una superficie di 0,078 km²[10], il suo sviluppo costiero è di 1,23 km[10], l'elevazione massima di 50,3 m s.l.m.[1];
- scogli Zaporin[11]:
  - Cluda Sabbiosa[12] o Cluda di mezzo[2]  (Pišćena Vela), di forma allungata e leggermente triangolare, è situato circa 260 m[1] a sud-est del Cluda occidentale; ha una superficie di 0,026 km²[10], uno sviluppo costiero di 0,77 km[10] e un'altezza di 19 m[1] (43°28′25″N 16°10′27″E);
  - Zaporin Piccolo[13] o Cluda orientale[2] (Pišćena Mala), di forma allungata, misura circa 260 m di lunghezza e ha un'area di 0,0099 km²[6]; si trova affiancato a est del precedente (43°28′22″N 16°10′45″E);

### Scogli adiacenti
Alcuni scogli si trovano a ovest e nord-ovest di Pettini della Zirona:
- Tražet, due piccoli scogli affiancati di forma allungata all'estremità nord-ovest di Pettini della Zirona, a soli 30 m[1] di distanza; hanno rispettivamente una superficie di 1684 m²[6] e 607 m²[6] 43°28′43″N 16°09′57″E;
- scoglio Secca Grande (Velika sika), 300 m[1] circa a ovest; ha una superficie di 463 m²[6] 43°28′36.38″N 16°09′47″E.

In direzione est, a 420 m circa, si trova il piccolo scoglio Galera (Galera) (43°28′20″N 16°11′11″E), che appartiene al comune della città di Traù; la sua superficie è di 0,0021 km². È segnalato da un piccolo faro. A seguire verso est si incontrano gli scogli Piavizze.
Vicino alla terraferma, 2,50 km a est di Cluda occidentale, si trova lo scoglio Mandoler o Scoglich (hrid Vinišće), che si trova all'ingresso di Porto Mandoler (luka Vinišće) e dista circa 400 m da punta Artatur o Artatorre (rt Artatur), la quale è segnala da un faro. Lo scoglio ha una superficie di 0,0055 km², una costa lunga 307 m e un'altezza di 5 m (43°28′33″N 16°08′03″E).

### Cartografia
- (HR) Mappa topografica della Croazia 1:25000, su preglednik.arkod.hr. URL consultato il 29 dicembre 2016.
- G. Giani, Carta prospettiva delle Comuni censuarie della Dalmazia, foglio 8, 1839. Fondo Miscellanea cartografica catastale, Archivio di Stato di Trieste.
- Carta di cabottaggio del mare Adriatico, foglio IX, Milano, Istituto geografico militare, 1822-1824. URL consultato il 31 agosto 2017 (archiviato dall'url originale il 13 aprile 2013).